# Coelogyne sanderae
Coelogyne sanderae är en orkidéart som beskrevs av Friedrich Fritz Wilhelm Ludwig Kraenzlin och James O'Brien.
Coelogyne sanderae ingår i släktet Coelogyne och familjen orkidéer. Inga underarter finns listade i Catalogue of Life.